# Voglmayr von Thierberg

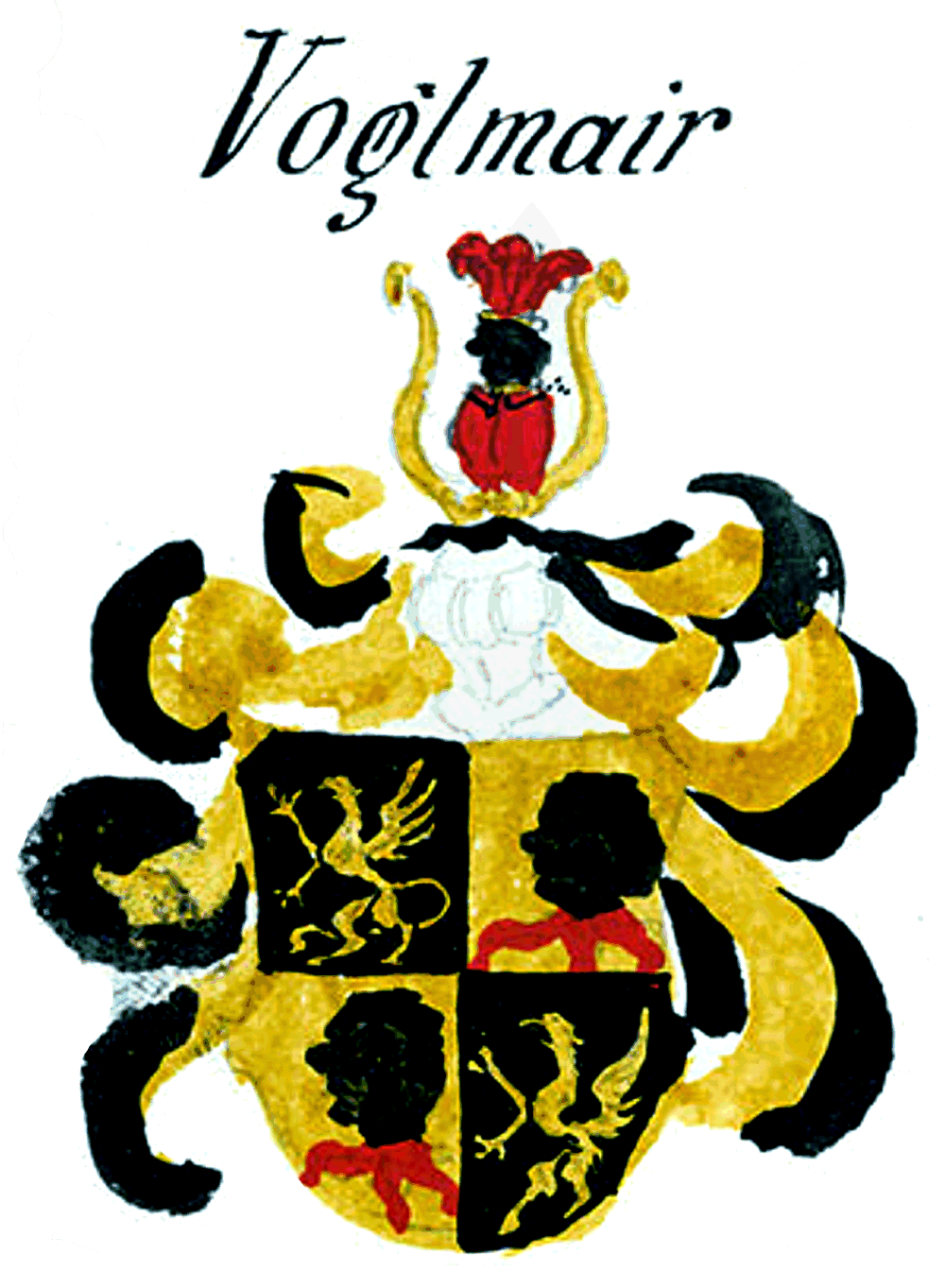
Wappen der Voglmair 1589

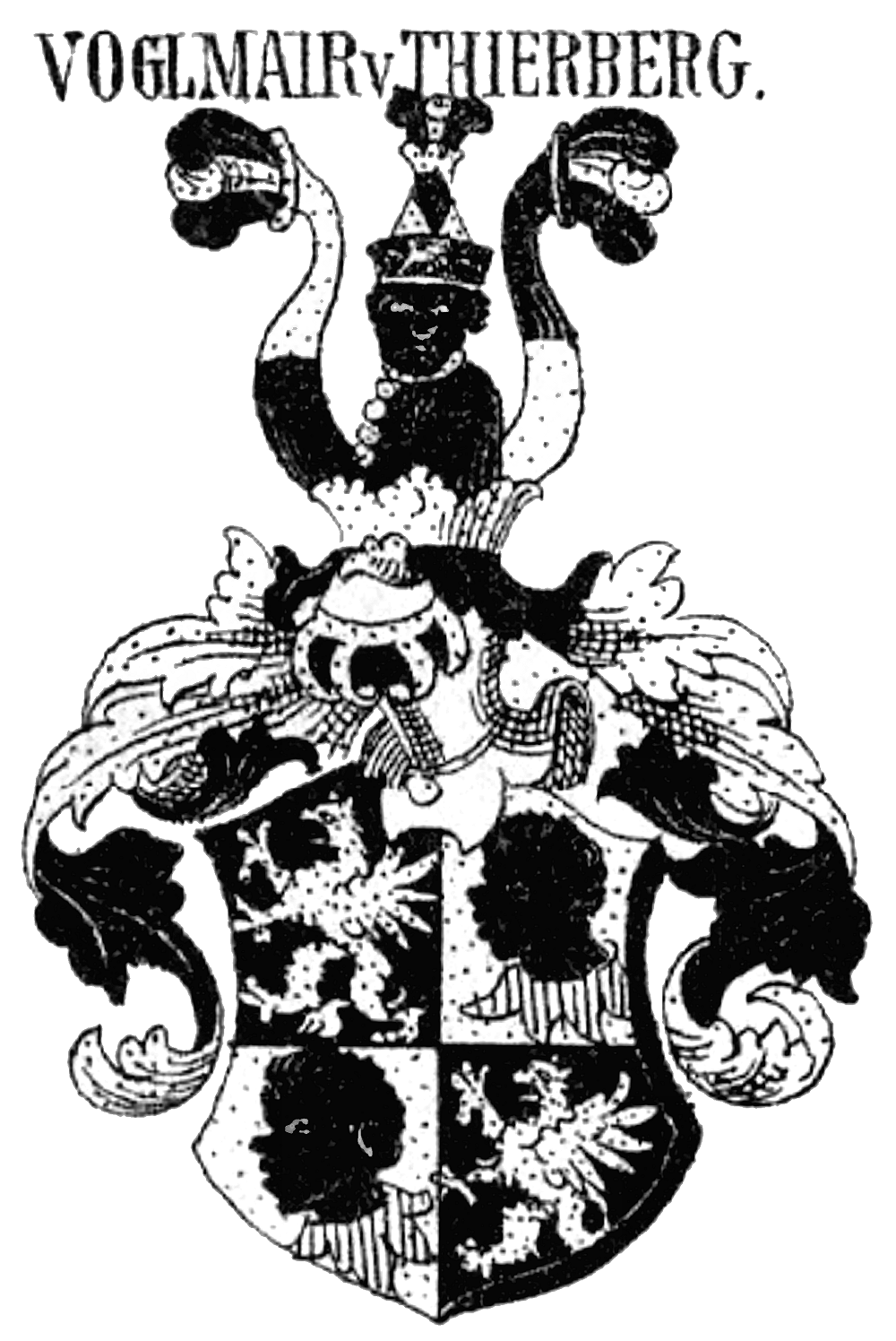
Vermehrtes Wappen der Voglmair von Thierberg bei Johann Siebmacher

Voglmayr von T(h)ierberg, auch Voglmair, war der Name eines briefadeligen Geschlechts aus dem südlichen Tirol, das sich auch nach München und Salzburg ausbreitete und im oder nach dem 18. Jahrhundert im Mannesstamm erloschen ist.

## Geschichte

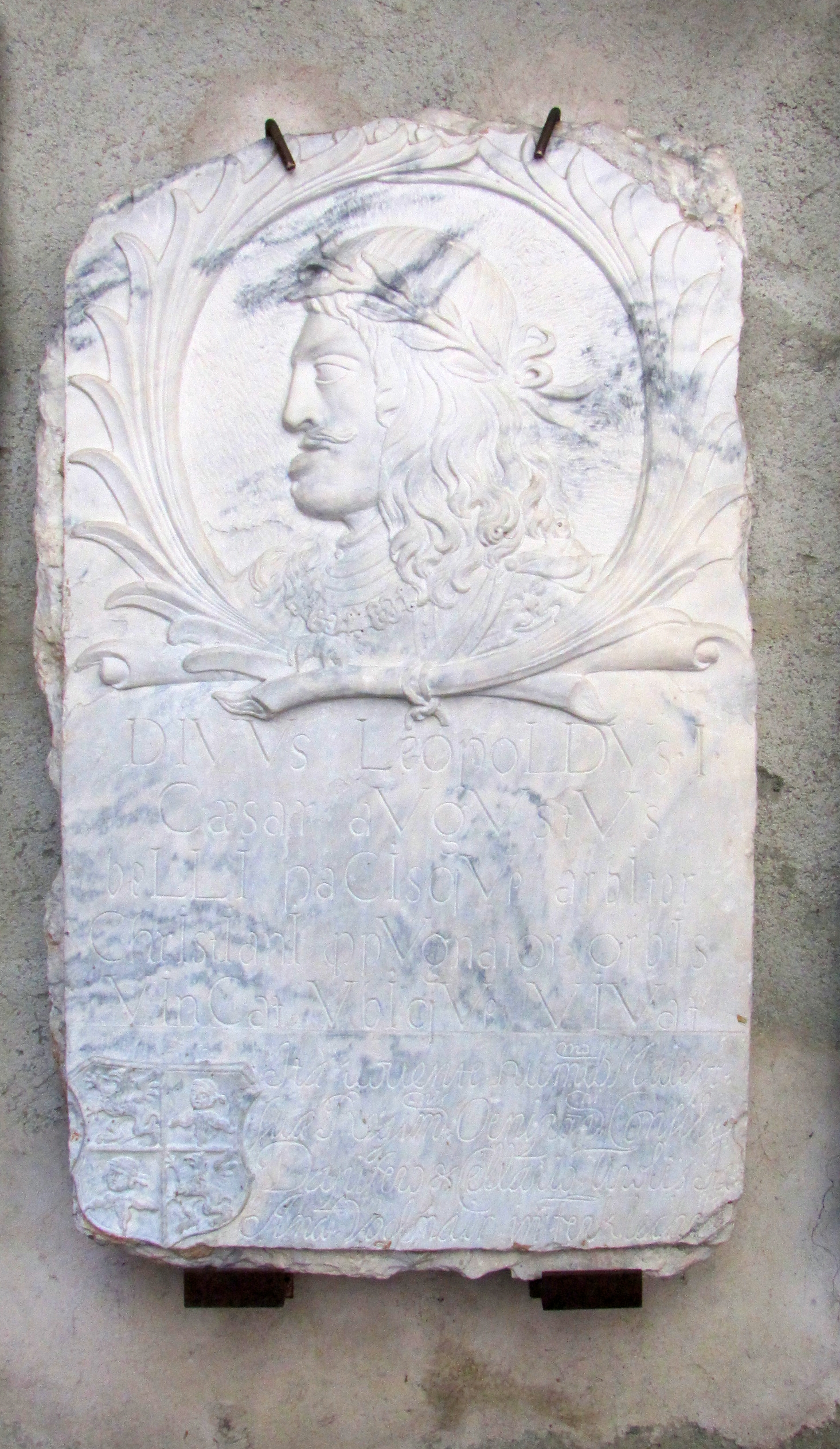
Gedenkstein von Jakob Andreas Voglmayr mit Porträt Kaiser Leopold I. und dem Wappen der Voglmayr an der Landesfürstlichen Burg in Meran

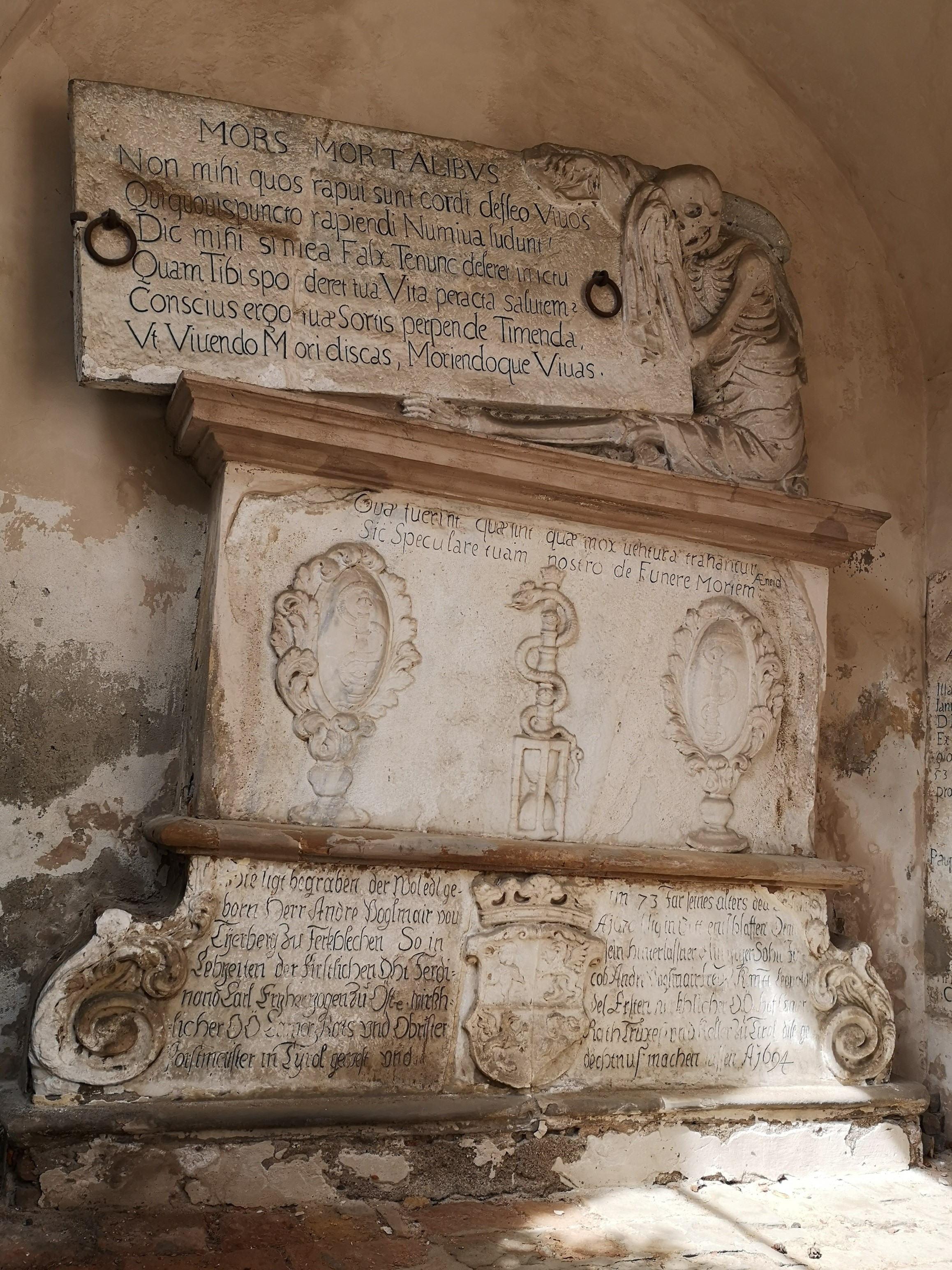
Epitaph Voglmair zu Thierberg 1694 im Vorhof der Bozener Franziskanerkirche

Aus dem alten Tiroler Geschlecht erscheinen 1559 in einem Wappenbrief die Brüder Christian, Jakob, 1557 Bergrichter von Gossensaß, 1559 Landrichter in Sterzing, sowie Georg und deren Neffen Balthasar und Paul Voglmayr. Am 9. April 1573 erhielten die Brüder Balthasar und Michael Voglsanger ein Wappenbrief mit Lehenartikel. 1582 wurden Angehörige in den Tiroler Landstand aufgenommen. Am 16. Mai 1576 wurden die Brüder und Vettern Georg, Christian, Balthasar, Paul, Wolf Sigmund und Jakob Voglmayr in Wien mit dem Prädikat „von Thierberg“ in den erbländischen Adelsstand erhoben. Das Prädikat bezog sich auf die Burg Thierberg bei Kufstein, seit 1584 in Besitz von Georg Voglmair. Dieser erhielt am 18. August 1582 von Kaiser Rudolph II. eine Wappenbesserung. Dem Solbachsches Wappenbuch zufolge diente er Erzherzog Ferdinand Karl von Österreich-Tirol als erster Eisenhandelsverwalter in Tirol und Steiermark.
Eine Linie war im 17. Jahrhundert im Patriziat der Stadt München vertreten. Sebastian Voglmayr gehörte 1589 und 1608 dem Inneren Rat von Rosenheim an und eine gleichnamige vielleicht identische Person 1610 bzw. 1616 dem Inneren Rat von München. 1624 bekleidete Sebastian Voglmayr als einer von sechs Personen das Amt des Bürgermeisters von München. Zu diesem Anlass wurde eine Gedenkmedaille geprägt, die u. a. den Namen „S. Voglma(i)r“ trägt. Johann Baptist Voglmayr zu Thierberg und Obkirchen, 1632 Pfleger der Herrschaft Proptsberg, um 1650 Landrichter von Rauris und Salzburger Truchsess gründete die Linie die über mehrere Generationen im Salzburger Land ansässig war. Von der Tiroler Linie wurde der oberösterreichischer Hofkammerrat und Truchsess Jakob Andreas Voglmair von Thierberg zu Ferklehen, nach dem Ansitz Ferklehen bei Innsbruck, von Kaiser Leopold I. am 1. September 1695 in Wien in den Freiherrenstand mit der Anrede „Wohlgeboren“ und einer Wappenbesserung erhoben.

## Besitzungen
1649 schenkte Erzherzog Ferdinand Karl seinem Oberforstmeister Voglmayr den Ansitz Ferklehen bei Innsbruck. In der zweiten Hälfte des 17. Jahrhunderts kam der Ansitz Schickenburg oberhalb von Marling an die Freiherren von Voglmayr, von denen es 1693 Christoph Anton von Voglmayr besaß. 1750 verkaufte Martin Anton von Vogelmayr das Anwesen an Sebastian Prünster. Der kurfürstliche Geheimrat Max von Mayr veräußerte nach 1700 das Schloss Pillhofen bei Moosburg an Ferdinand Franz Voglmayr von Thierberg des Innern Rats und Stadthauptmann von München, der das im Dreißigjährigen Krieg verwüstete Schloss wieder herstellen ließ. Dessen Tochter brachte das Anwesen ihrem Mann, dem kurfürstlichen Hofrat Christoph Sebastian von Clingsberg, zu. Der Familie gehörten im Einzelnen:
- Ferklehen
- Latschburg
- Penninghof
- Pillhofen
- Schickenburg

## Wappen
- Stammwappen: „In Gold ein Mohrenkopf“
- Gemehrtes Wappen: „Schild quadriert. in Feld eins und vier: In Schwarz ein goldener Greif. In Feld zwei und drei: In Gold ein Mohrenkopf, aus dessen Hals drei rote Flammen steigen.“

## Persönlichkeiten
- Andreas von Voglmayr, 1754 Viertelhauptmann von Meran
- Ferdinand Franz Voglmayr von Thierberg († 1708), Stadthauptmann von München
- Georg Voglmayr zu Thierberg († 1588), oberster Eisenhandelsverwalter in Tirol und Steiermark
- Jakob Andreas Voglmayr von Thierberg (1628–1695), oberösterreichischer Hofkammerrat und Truchsess
- Johann Baptist Voglmayr von Thierberg, Pfleger, Land- und Forstrichter in der Rauris, Truchsess
- Johann Sebastian Voglmayr von Thierberg, Bürgermeister von München
- Stephan Voglmayr von Thierberg, 1624 Chorherr der Münchner Frauenkirche